# Erling Mandelmann
Erling Hummelmose Mandelmann (født 18. november 1935 i København, død 14. januar 2018) var en dansk fotograf med bopæl i Schweiz.
Efter først at have arbejdet som hulkort-operatør og herefter som assistent for fotograf Jørn Freddie kom han i 1963 ind på fotoskolen i Vevey i Schweiz.
Her traf han sin kommende hustru, Verena Schällibaum, og etablerede sig som freelance reportage-fotograf i Lausanne. Han har nu deponeret 40 års reportager fra først Udenrigsministeriet, siden for tidsskrifter i Europa og senest for FN, WHO og ILO på Musée Historique de Lausanne.
Han havde også arbejdet for danske og internationale arkitektur-tidskrifter samt fotograferet til en serie rejsebøger for Berlitz. Interessen for det sociale førte til frivilligt arbejde for Projekt Fulton i Danmark, ATD Quart Monde, Caritas samt Amnesty International.

## Portrætter
Igennem sin karriere har Erling Mandelmann fotograferet et stort antal personligheder fra mange lande. Bl.a. Raymond Aron, Maurice Béjart, Niels Viggo Bentzon, Georges Brassens, Charlie Chaplin, Carl Th. Dreyer, Claude François, Juliette Gréco, Johnny Hallyday, Audrey Hepburn, Oskar Kokoschka, Dalai Lama, Marcel Marceau, James Mason, Yehudi Menuhin, Mogens Frohn Nielsen, Børge Outze, Verner Panton, Hugo Pratt, Jens August og Virtus Schade og Léopold Sédar Senghor, Georges Simenon, Peter Ustinov, Simone Veil, Elie Wiesel og Bjørn Wiinblad.
- Georges Simenon (1963)
- Marcel Marceau (1963)
- François Daulte (1985)
- Peyo (1990)
- Hugo Loetscher (1993)

## Personlige udstillinger
- 1969 : P Galerie-Club Migros, Lausanne  Schweiz
- 1971 : P Foto-reportager, Kunstindustrimuseet / Stensalen, København  Danmark
- 1974 : K One World for All, Photokina, Köln  Tyskland
- 1975 : K RAPHO, Galerie Clinch, Paris  Frankrig
- 1977 : K The Child of this World, World Exhibition of Photography  Tyskland
- 1978 : P Lausanne 1900, Musée des Arts Décoratifs, Lausanne  Schweiz
- 1983 : K 100 ans Fédération Suisse des Journalistes, Fribourg ( Schweiz
- 1986 : K Charlottenborg, Billeder fra Det Kongelige Bibliotek samling  Danmark
- 1986 : K l'Histoire du Portrait, Le Musée de l'Elysée au Comptoire Suisse, Lausanne  Schweiz
- 1987 : P Portraits – projection de dias sur une musique de Philip Glass ("Nuit de la photo"), Musée de l'Elysée, Lausanne  Schweiz
- 1987 : K Fête des vignerons, Musée de l'Appareil Photo, Vevey  Schweiz
- 1992 : K Marges, Département de la Prévoyance Sociale, Vaud  Schweiz
- 1995 : P Impressionen 95, expo pour les 125 ans de la Clinique Psychiatrique Universitaire, Zurich  Schweiz
- 1995 : P Portraits nordique, Nordisches Institut der Ernst-Moritz-Arndt Universität, Greifswald  Tyskland
- 1996 : P Foto-Porträts, Caspar-David-Friedrich Institut, Greifswald  Tyskland
- 1996 : P Mennesker paa min vej ("Rencontres" – 30 ans de portraits), Rundetårn, København  Danmark
- 1997 : P Rencontres Portraits de 30 ans de photo-journalisme, Centre Vivant d'Art Contemporain, Grignan / Drôme  Frankrig
- 1997 : P Persönlichkeiten, Nikon Image House, Zürich  Schweiz
- 1997 : P Portraits, Salon de Sud-Est (l'invité de la 70e édition de l'exposition), Palais des Expositions, Lyon  Frankrig
- 1998 : P Carrières de femmes & passion d'ingenieures, Pont de la Machine, Geneva; EPFL, + Forum Hôtel de Ville, Lausanne,  Schweiz
- 1999 : P Rencontres, Espace Culturel Georges Sand, St. Quentin Fallavier  Frankrig
- 1999 : K Le pays de la Fête 1999, "Fête des Vignerons 1977", Musée de Pully  Schweiz
- 2000 : P Portraits fin de siècle, Musée historique, Lausanne  Schweiz
- 2001 : P Det Nationalhistoriske Museum på Frederiksborg Slot, Hillerød,  Danmark
- 2001 : P Parcours de femmes, l'Université de Neuchâtel  Schweiz
- 2001 : K Hall of mirrors, portrætter fra museets samling, Museet for Fotokunst, Brandts, Odense  Danmark
- 2002 : K Inside the sixties: g.p.1.2.3. Musée des Beaux-Arts, Lausanne  Schweiz
- 2002 : K London in the sixties, Organisation Mondiale de la Propriété Intellectuelle, Genève  Schweiz
- 2003 : K Vivre entre deux mondes, Musée historique de Lausanne, 18 portraits d'immigrés  Schweiz
- 2007 : K Objectif photoreportage, Musée Historique de Lausanne  Schweiz
- 2009 : K Au fil du temps, – le jeu de l'âge Fondation Claude Verdan (Musée de la Main), Lausanne  Schweiz
- 2009 : P Ceux de Vézelay – portrait d'un Bourg, expo noir/blanc, Vézeley  Frankrig
- 2010:  P Le photographe, le musicien et l'architecte, Villa "Le Lac" Le Corbusier/ Corseaux (VD) Arkiveret 6. maj 2016 hos  Wayback Machine  Schweiz
- 2010:  K Portrætter fra museets samling, Museet for Fotokunst, Brandts, Odense  Danmark
- 2014:  P 'Oskar Kokoschka dans l'objectif du photographe'. Fondaton Oskar Kokoschka au Musée Jenisch, dans le cadre du Festival IMAGES, Vevey. Schweiz
- 2015 : C "Cimetière monumentale de Milan", Temple de Venterol, med oplæsning af Dino Buzatti's nouvelle "Weekend" (Le K).

P = Personlig udstilling;  K = Kollektiv udstilling
---------------------------------------------------------------
Erling Mandelmann's fotografier er deponeret i følgende arkiver / samlinger:
------------------------------------------------------------------------------------------------------
1. Musée historique de Lausanne (base de ses archives), Schweiz
2. Musée de l'Elysée, Lausanne / Schweiz
3. Fondation Oskar Kokoschka, Musée Jenisch, Vevey / Schweiz
4. Oskar Kokoschka Zentrum / Universität für angewandte kunst, Wien/ östrig
5. Det Nationalhistoriske Museum, Portrætsamlingen, Frederiksborg Slot, Hillerød / Danmark
6. Brandts, Museum for Fotokunst, Odense / Danmark
7. Det kongelige Bibliotek, København / Danmark
8. Archives-photo de l'OMS / WHO et BIT / ILO, Genève / Schweiz
9. Association Villa «Le Lac » Le Corbusier, Corseaux / Schweiz
10. Archives de Comet-Photo, déposé à la bibliothèque ETH, Zürich (entre autres, "Expo 64")
11. Archives du Cirque National Knie, Rapperswill / Schweiz
Visse fotografier er distribueret gennem  Rapho-fotoagentur, Paris / Frankrig